# آلوود (مینه‌سوتا)
الوود، مینه‌سوتا (به انگلیسی: Alvwood, Minnesota) یک منطقهٔ مسکونی در ایالات متحده آمریکا است که در شهرستان الوود، بخش ایتوسکا، مینه‌سوتا واقع شده‌است.

## خصوصیات
الوود ۳۰ نفر جمعیت دارد و ۴۲۰٫۹۳ متر بالاتر از سطح دریا واقع شده‌است.